# Igazságügyi palota (Budapest, Kossuth Lajos tér)
A Kossuth Lajos téri Igazságügyi palota, eredeti nevén Magyar Királyi Igazságügyi Palota az egyik a Budapest, V. kerületi Kossuth Lajos tér meghatározó épületei közül. Az 1896-os millennium keretein belül épült 1893 és 1896 között, eklektikus stílusban, Hauszmann Alajos tervei alapján. A Magyar Királyi Kúria számára emelt épület 1949-ig szolgált annak székhelyéül, majd nagyobb részét a Néprajzi Múzeum, kisebb részét pedig a Politikatörténeti Intézet használta a 2010-es évek végéig.
A tervek szerint a Kúria visszaköltözik az eredetileg számára épített épületbe. Az épület felújítása folyamatban van, de a Kúria háromszázadik születésnapjára (2023) nem készülnek el vele. A költözést tovább hátráltathatja, hogy az Országház felújítása alatt a törvényhozás ideiglenesen itt szeretne működni, ha azt a felújítási munkák szükségessé teszik.

## Az épület
A Magyar Királyi Kúria Ferenciek terén álló első (ma már nem létező) épülete hamarosan szűkösnek bizonyult, így folyamatosan napirenden volt a Kúria új épületbe költöztetése.
1891 novemberében Szilágyi Dezső igazságügy-miniszter Hauszmann Alajost bízta meg az Igazságügyi Palota megtervezésével és az építkezés levezénylésével az V. kerületben álló, a Nádor, az Alkotmány, a Honvéd és a Szalay utca által határolt területen. Az épületben a Magyar Királyi Kúriát, a Budapesti Királyi Ítélőtáblát, a Budapesti Királyi Főügyészséget, valamint a Koronaügyészség hivatalos helyiségeit kellett elhelyezni.
Az akkoriban épülő Országház közelsége, annak nagy tömege és előkelősége az Igazságügyi Palota épületének megformálását befolyásoló tényező volt. Hauszmann úgy tervezte az épületet, hogy az Országház függőleges vonalvezetésével szemben az Igazságügyi Palota a vízszintes vonalakat hangsúlyozza, s alig látható tetőivel és erőteljes párkányaival az Országház kupoláját és felfelé törő tetőszerkezetét ellensúlyozva alkosson kontrasztot és érvényesüljön az Országház mellett. Az új épület zárókövét József császári és királyi főherceg személyesen tette le 1896. október 20-án.
Az épület így 1893 és 1896 között épült fel Havel Lipót cseh származású építőmester kivitelezésében. 1949-ig a legfelsőbb törvénykezés palotájaként szolgált, tehát ez volt az egykori Magyar Királyi Kúria.
Az épület stílusa az Ybl Miklós utáni eklektika jegyeit mutatja, részben még neoreneszánsz, erőteljes barokk formákkal, amelyek a belső tér látványosan mozgalmas architektúrájában válnak dominánssá. A főhomlokzat gazdagon tagolt, középrizalitjából timpanonnal lezárt, hatoszlopos portikusz lép elő. Az attika tetejét megkoronázó hármas fogaton az Igazság istennőjének szobra áll, jobbjában fáklyával, baljában pálmaággal; e szobor Senyei Károly munkája. Kétoldalt a Törvényt adó és a Törvényt látó ülő szobra, Fadrusz János alkotásai. A timpanon szoborcsoportja Zala György műve. Három részből áll: középen az ötalakos Bírósági tárgyalás látható, a sarkokban pedig a Törvényhozás és a Törvénytanítás fekvő férfiallegóriái. A homlokzat többi szobrát Róna József és Donáth Gyula készítette.
A főkapun és az előtéren át ünnepélyes hangulatú, hatalmas előcsarnokba jutunk, amelyből kétoldalt lépcsők vezetnek az emeletre. A mennyezet allegorikus freskója Justitia diadalát ábrázolja, Lotz Károly alkotása. Lotz e művének a készítésekor Andrea Pozzónak a római Sant'Ignazio di Loyola in Campo Marzio templomban levő látszat-architektúrás képét vette alapul.
A második világháborúban megrongálódott épületet Csánk Rottmann Elemér építész állította helyre.
Az Igazságügyi Palotát 1950-ben a Magyar Dolgozók Pártja Munkásmozgalmi Intézet kapta meg, majd – 1957 áprilisától – az épület nagyobb részét a Magyar Nemzeti Galéria használta, az Alkotmány utcai szárny pedig a Párttörténeti Intézeté lett. 1973-ban a Néprajzi Múzeum költözött a Magyar Nemzeti Galéria helyére, amely 2017-ig működött az épületben. A tervek szerint a történelmi elnevezését visszanyert Kúria legfelsőbb bírói fórumként visszaköltözik az eredetileg számára épített épületbe[mikor?].

## Justitia szobra
Az aulában helyett foglaló Justitia szobrot (Strobl Alajos) 1950-ben, amikor a Kúriát kiköltöztették az 1896-os Igazságügyi Palotából, a megfosztották márvány trónjától, aranyozott bronz kardjától és koronájától. Egy ideig a Károlyi-palota kertjében állították fel, később átkerült a korábbi Pest Megyei Bíróság épülete elé (Thököly út 97–101.) 1983-ban renoválást követően került mai helyére, Igazságügyi Palota előcsarnokába (Markó utca 16.) Megsemmisült trónusát egyszerű kialakítású kőtalapzat helyettesíti.

## Galéria

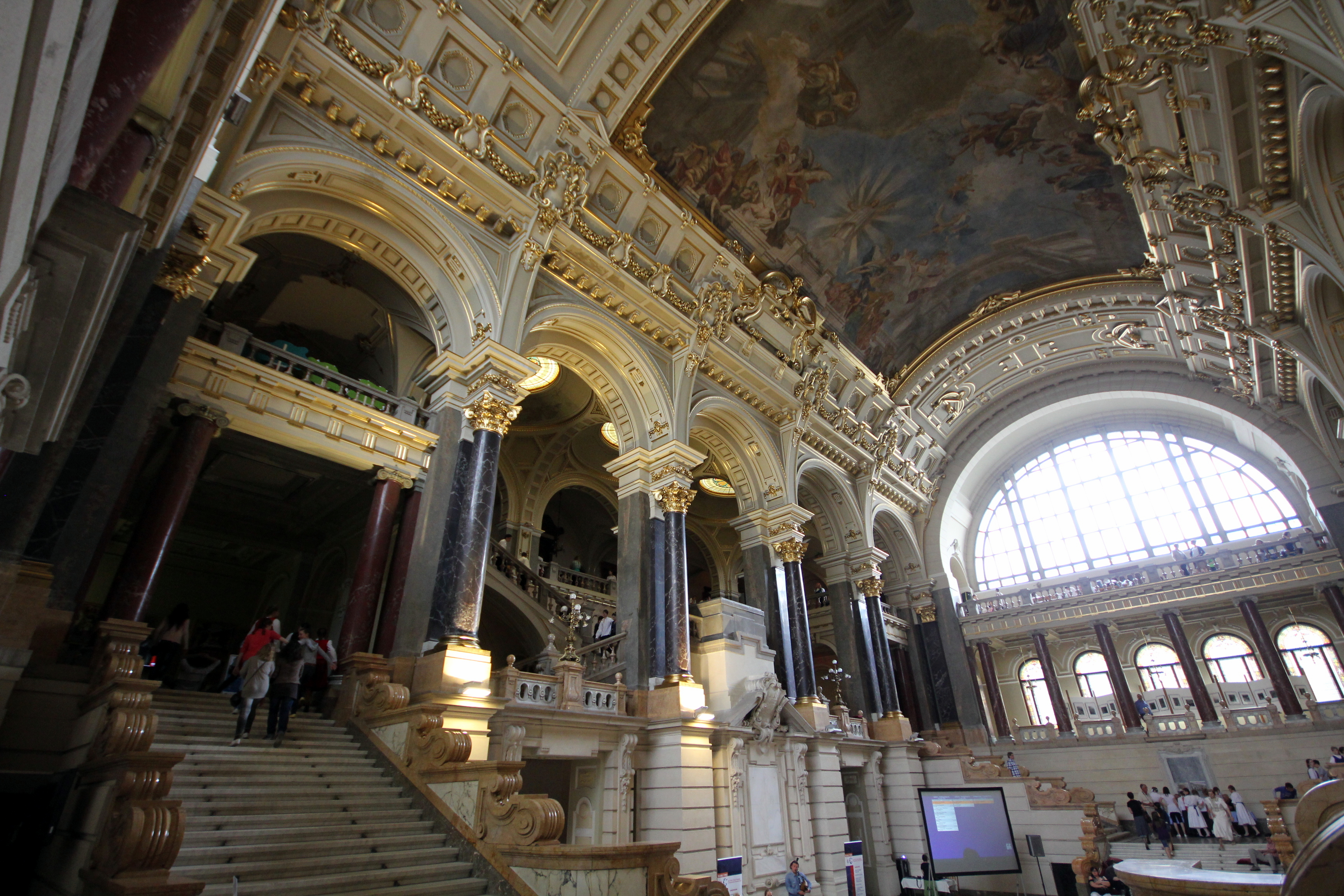
Az ünnepélyes hangulatú, hatalmas előcsarnok bal oldali lépcsősora az emelettel
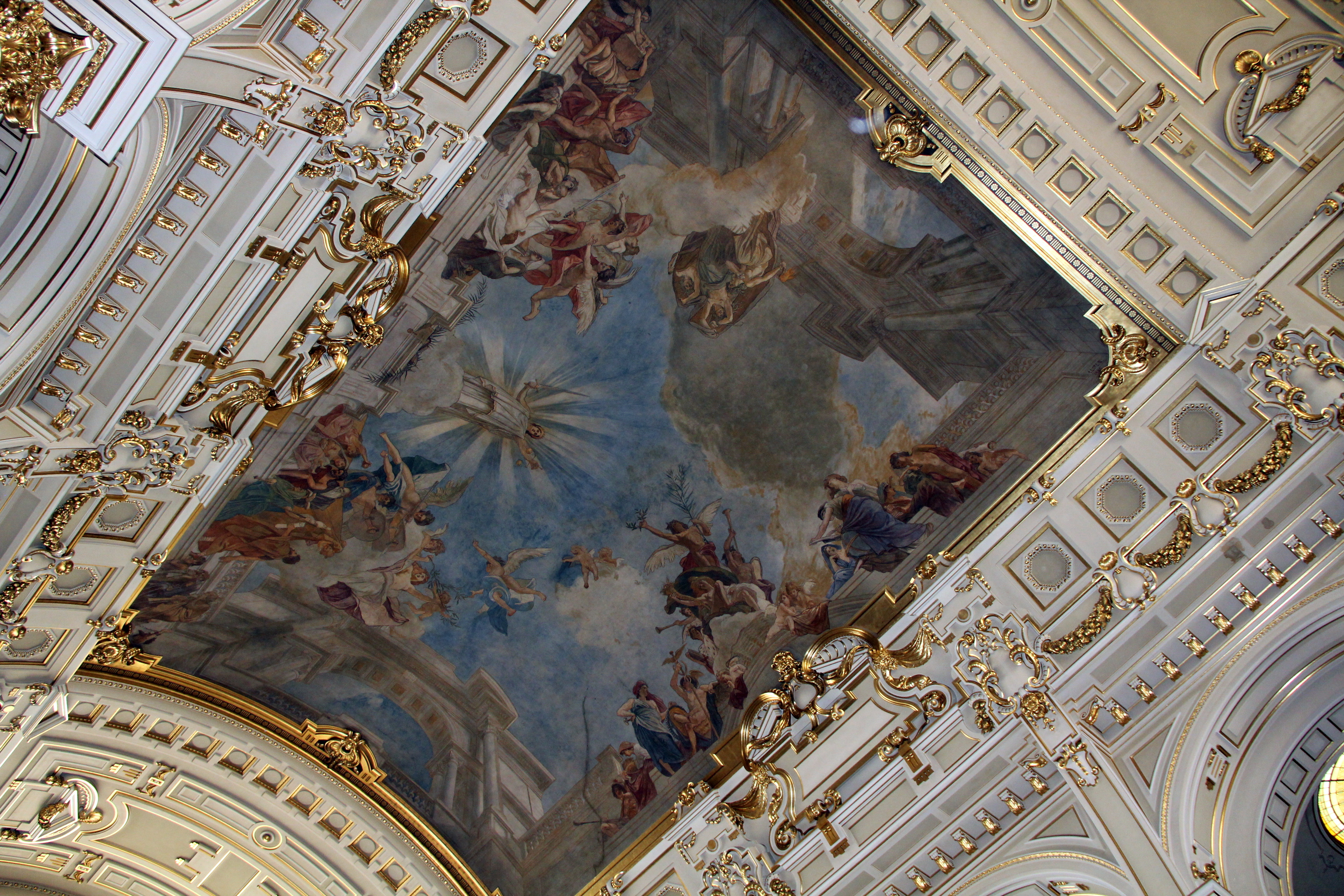
A Lotz Károly alkotta előcsarnoki allegorikus mennyezeti freskó, Justitia diadala címen
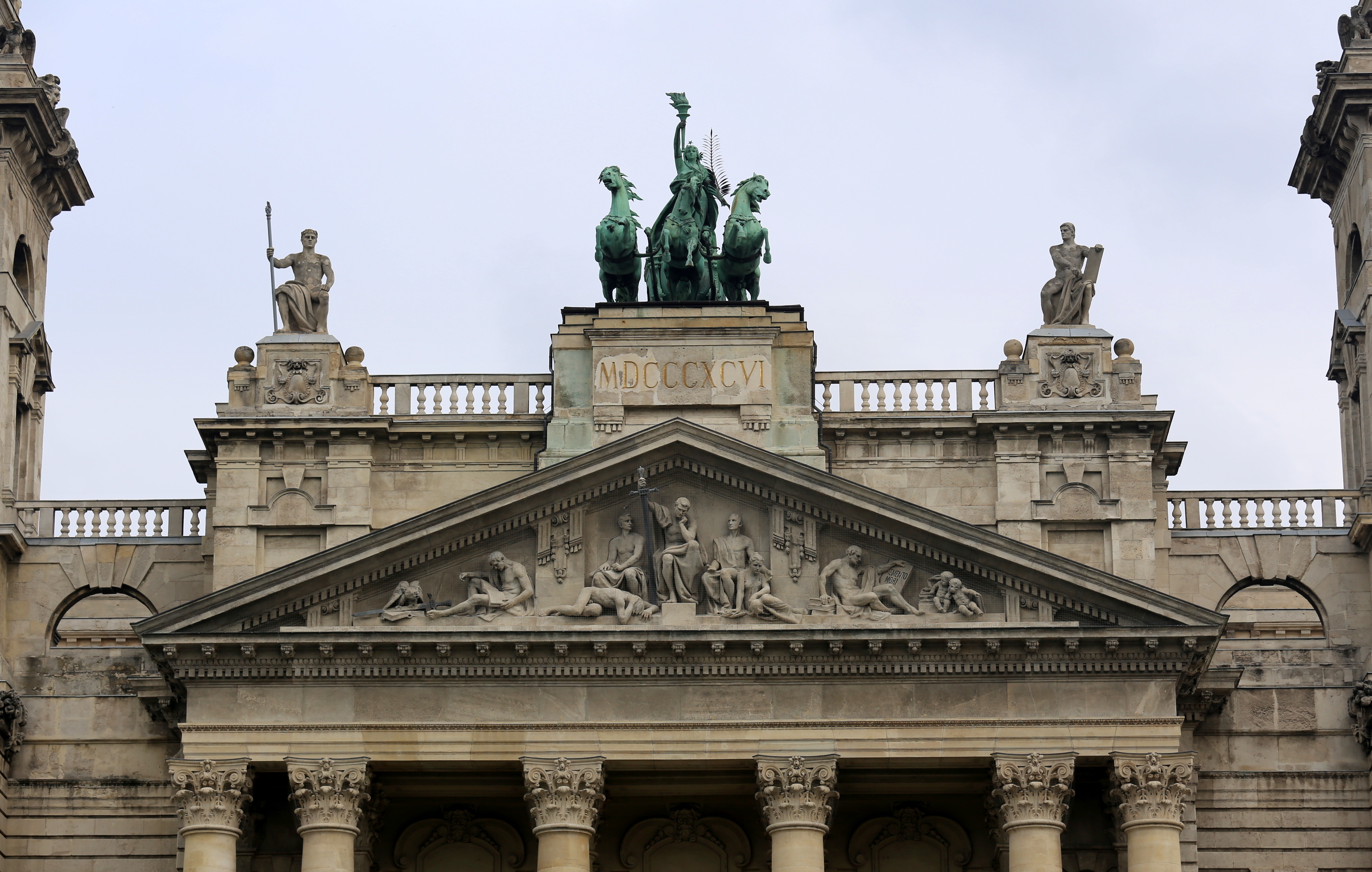
Szobrok az épület tetején: középen az Igazság istennőjének szobra (Senyei Károly), két oldalán ülnek a  Törvényt adó és a Törvényt látó szobrok (Fadrusz János)